# Terremoto en Bushehr de 2013
El Terremoto de Bushehr de 2013, fue un sismo de magnitud 6.4 grados que se registró el 9 de abril de 2013 en el suroeste de Irán, en Bushehr, cerca de la ciudad de Khvormuj y las ciudades de Kaki y Shonbeh.

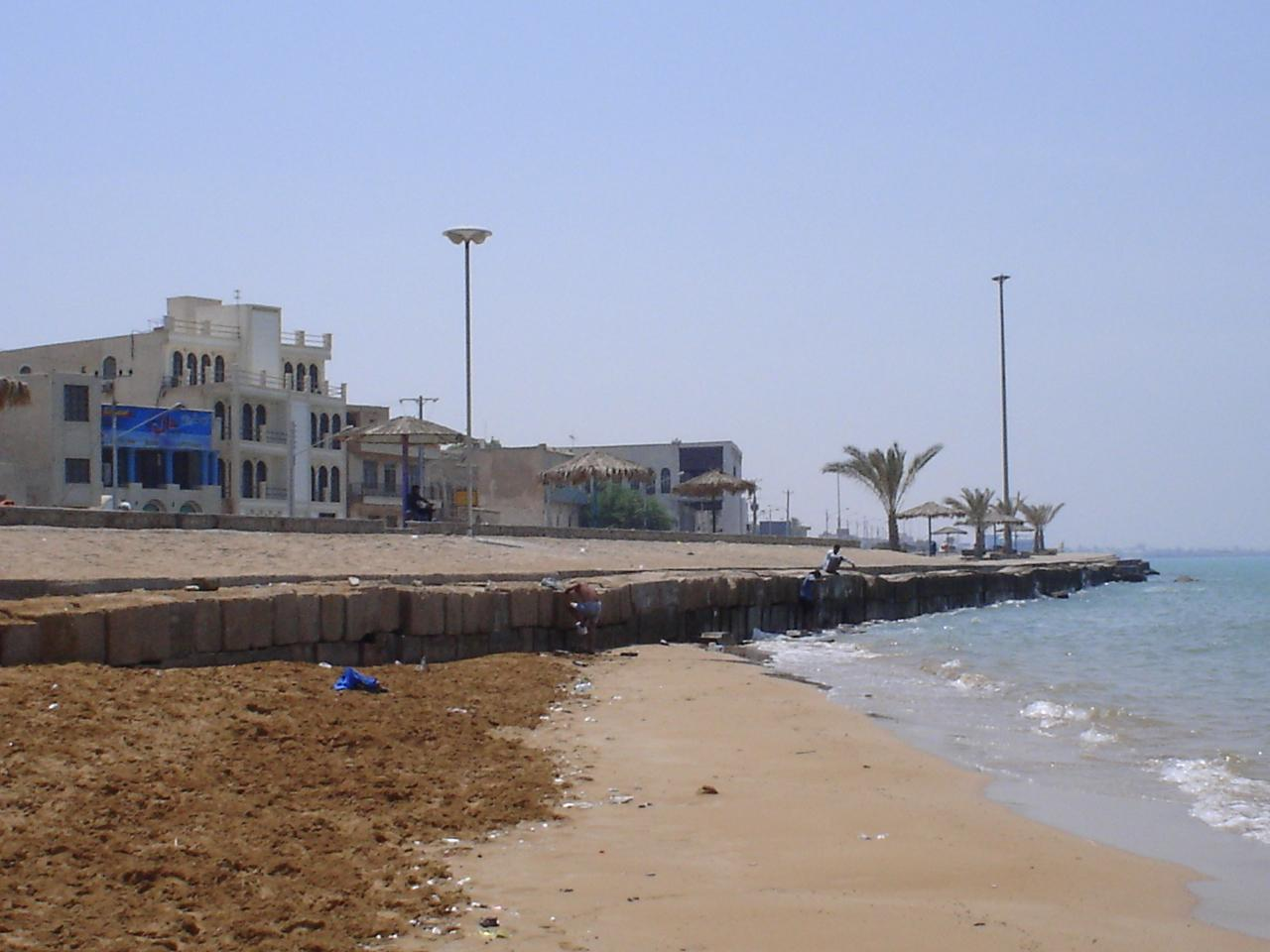

## Historia
A las 16:22 IRDT (11:52 UTC) del 9 de abril de 2013, un terremoto con una magnitud de 6.4 golpeó la costa suroeste de Irán, en la provincia de Bushehr. Golpeó a una profundidad de 10 kilómetros (6.2 millas), cerca de las ciudades de Khvormuj y Kaki; dejando un saldo de 37 muertos. "Docenas" de réplicas siguieron, la mayoría dentro de la primera hora del sismo principal. La réplica más fuerte tuvo una magnitud de 5.6.
En la zona viven aproximadamente diez mil personas, repartidas en unas cincuenta aldeas. El Servicio Geológico de los Estados Unidos (USGS) estimó que 80.000 personas experimentaron fuertes temblores mientras que varios millones de sentir la luz temblorosa. El terremoto se sintió en muchos países de todo el Golfo Pérsico, entre ellos Catar, Baréin, Arabia Saudita y los Emiratos Árabes Unidos.

## Ambiente tectónico
Irán se encuentra dentro de la zona de complejos de colisión entre la Placa arábiga y la Placa Euroasiática. La tasa de convergencia entre las placas cerca del epicentro se encuentra a unos 30 milímetros (1 pulgada) por año, de los que solo una parte es absorbida por dentro del redil Zagros y el cinturón de empuje. El terremoto fue el resultado de fallas de empuje en una cabalgadura de falla NW-SE, en consonancia con la continua reducción de la placa árabe.